# Robert Linderer
Robert Linderer (* 25. November 1824 in Erfurt; † 16. November 1886 in Berlin) war ein deutscher Schriftsteller, Possen- und Lieddichter.

## Leben
Linderer war der älteste Sohn des preußischen Hofzahnarztes Calman Jacob Linderer. Im Alter von zwei Jahren zog er mit seinen Eltern nach Berlin um, wo am 31. Oktober 1831 sein Bruder Eduard Linderer geboren wurde. Der Vater hatte für ihn die Ausübung des Zahnarztberufes vorgesehen. So besuchte er in der Vorbereitung auf ein späteres Studium das Friedrichswerdersche Gymnasium. Beim plötzlichen Tod seines Vaters im Jahr 1840 musste sich Linderer nach einer Lehr- oder Arbeitsstelle umsehen, da der Vater nicht genug Geldmittel hinterlassen hatte, um den zahlreichen Kindern eine wissenschaftliche Ausbildung zu ermöglichen. So war er zunächst bis 1761 als Schriftsetzer tätig.  Sein Interesse galt der Literatur und so wurde er 1866 Miteigentümer der R. Frankeschen Theateragentur und der Theaterzeitung Neue Schaubühne.
Linderer ist vor allem als Verfasser des deutschen Flaggenliedes Stolz weht die Flagge Schwarz-Weiß-Rot bekannt, welches ursprünglich in einem Marine-Singspiel von 1883 gesungen wurde. Die Musik stammt von Richard Thiele.

## Werke (Auswahl)
- Humoresken. Sittenfeld, Berlin 1846.
- Brennesseln. Sammlung humoristisch-satyrischer Declamatorien. Lindow, Berlin 1848.
- Eine Berliner Idylle, oder: Die Fahrt nach Tegel. Berliner Lokal-Posse mit Gesang in 2 Akten. Jacoby, Berlin 1855. (Digitalisat)
- Pietsch in: Robert der Teufel. Burleske Solo-Scene mit Gesang. Bloch, Berlin 1859. (Digitalisat)
- Exmittirt! Oder: Ein Berliner Hauswirth. Bloch, Berlin 1859.
- Die Ritter von der Elle. Posse mit Gesang in 3 Akten und 7 Bildern. Bloch, Berlin 1860. (Digitalisat)
- Berliner Feuerwehr. Bloch, Berlin 1861.
- Welche Lust Soldat zu sein! Solo-Scene. Bloch, Berlin 1860. (Digitalisat)
- Raritäten sind zu sehn! Komisches Genrebild mit Gesang in 1 Akt. Bloch, Berlin  1860.
- Ueber Land und Meer. Charakterbild mit Gesang und Tanz in 3 Akten. Bloch, Berlin 1862. (Digitalisat)
- Bei der Gaslaterne! Genrebild mit Gesang in 1 Akt. Bloch, Berlin 1865.